# Francesco-C
Francesco-C, pseudonimo di Francescopaolo Cieri (Ancona, 12 maggio 1974), è un cantautore italiano attivo nei primi anni 2000 con l'etichetta Mescal.

## Biografia
Nato ad Ancona trascorre l'infanzia tra il capoluogo marchigiano e Macerata, per poi trasferirsi adolescente ad Aosta, dove frequenta l'Istituto d'Arte e muove i primi passi nella scena musicale cittadina. Dopo le prime esperienze come chitarrista all'interno di band, culminate con il progetto Chimera, fonda i S.A.D. (possibile acronimo di "Sex Alcohol and Drugs"?) per poi intraprendere un percorso solista con il nome Francesco-C.
Nel 1999 infatti dopo la pubblicazione con i S.A.D. dell'album "Sempre notte" (1995) e dell'Ep "..Smack!" (1997), decide di abbandonare l'immaginario Rock and roll e Glam rock e di autoprodurre il suo primo lavoro solista, l'album "Flan", che segna una svolta verso l'elettronica.
Pubblicato nel 1999 Flan è caratterizzato dall’uso massiccio di sintetizzatori, campionatori e da una scrittura influenzata dall’ascolto di Alberto Camerini e D.A.F.. Nel 2000 l'album si aggiudica un contest indetto dalla rivista Tutto Musica che porta Francesco e band sul palco di Arezzo Wave, dove partecipa inoltre al progetto A.R.I.A. (Arezzo Rock Italian Academy), la prima scuola dedicata alla musica rock in Italia. Tramite il festival entra in contatto con Pau, frontman dei Negrita che lo ingaggia in seguito come coautore dei testi dei brani “Destinati a perdersi” e “Il mio veleno”, poi inseriti nell'album L'uomo sogna di volare del 2005.
Il periodo successivo vede una partnership con Arnoldo Mondadori Editore ed il mensile Tutto Musica, che il 9 maggio 2001 promuove l'artista con l'uscita in edicola del Cd doppio singolo Ep “Stai contento/Contatti” in allegato al mensile. Il disco, che raggiunge le 20 000 copie vendute, contiene un totale di 5 tracce, tra cui un remix del brano “Stai contento” ad opera di Boosta dei Subsonica e una versione di “Contatti” prodotta e arrangiata dal produttore Roberto Vernetti. Per quest'ultima viene realizzato un videoclip poi trasmesso in rotazione sul canale televisivo Match Music, mentre "Stai Contento" viene scelta come colonna sonora dello spot televisivo della rivista "Superclassifica", "costola" musicale di TV Sorrisi e Canzoni in collaborazione con l'omonimo programma televisivo Superclassifica Show.
Gli ottimi consensi ottenuti da Francesco-C muovono le attenzioni della casa discografica Mescal che firma con il cantautore un contratto discografico pluriennale e, nel 2001, lo porta ai The Depot Studios di Londra per produrre con Roberto Vernetti e Paolo Gozzetti l'album Standard, che si avvale dei sessionman Rob Holliday (chitarre e basso), futuro membro della band di Marilyn Manson ed in seguito dei Prodigy, e Steve Monti, già batterista dei The Jesus and Mary Chain.
Il tour promozionale del disco vedrà numerose apparizioni in tutta Italia, tra cui l'aftershow dell'MTV Day 2002 di Bologna ed il Tora! Tora! festival 2002 di Cagliari.
Nel 2005 la produzione del nuovo album viene affidata a Madaski degli Africa Unite che, supportato da Davide Tomat dei N.A.M.B., lavora con la nuova band di Francesco-C nei dintorni di Pinerolo alla realizzazione di "Ulteriormente", che vede la luce nel 2005 segnando il ritorno ad un sound più rock e meno elettronico. Nel tour promozionale del disco Francesco partecipa nuovamente al Tora! Tora! di Manuel Agnelli, nell'edizione 2005 a Marcon.
Gli anni successivi alla promozione di Ulteriormente vedono un momentaneo stop dell'attività di Francesco-C, che torna nel 2012 con un nuovo progetto più intimista e minimalista frutto della collaborazione con il produttore Federico Malandrino, che inaugura un nuovo percorso musicale introdotto dal singolo "Il Cielo Oggi" e dal relativo videoclip diretto dal regista Alessandro Stevanon. Il brano viene poi inserito assieme ai brani "Amaci", "Animo Ribelle" e "Oltre al Limite" nell'Ep "In Fondo Al Cuore", prodotto dal management torinese NoveLune.
Conclusasi la parentesi intimista Francesco sente l'esigenza di tornare al sound delle origini, e con una nuova band che mischia membri storici e new entry, ripropone una formula rock potente ed efficace che converge nel 2014 con la produzione dei singoli con relativi videoclip "Io Non Sopporto le Canzoni Tristi" e "Non Perde chi Perde" prodotti dall'etichetta valdostana MeatBeat Records. Il lancio del video di "Io Non Sopporto le Canzoni Tristi"  viene affidato in esclusiva al sito del quotidiano italiano La Repubblica.
Nel 2014, conclusasi la promozione del nuovo progetto, crea con alcuni suoi storici collaboratori la band "I Fischi" , power trio che propone in salsa Punk-Rock grandi classici della musica italiana, dal beat anni '60 al cantautorato anni '70 e '80. Con I Fischi partecipa nel 2019 al festival Tavagnasco Rock in apertura a Cristina D'Avena con i Gem Boy.
Dal 2020 Francesco decide di limitare l'attività sul palco, che continua comunque a portare avanti con sporadici concerti e con alcune apparizioni in qualità di disc jockey, preferendo concentrarsi sul lavoro di tatuatore. Questa attività, intrapresa ad Aosta già negli anni '90, lo vede oggi impegnato pressoché a tempo pieno nello studio Tattoo You di Aosta, che condivide con la storica amica Cristina "Sty" D'Allocco.

## Influenze e stile
Lo stile di Francesco-C risente di varie influenze, dal post-punk all'industrial, passando per elettronica e pop.

## Discografia

### Album
- 1999 - Flan (Xex Records)
- 2001 - Standard (Mescal/Sony BMG)
- 2005 - Ulteriormente (Mescal/Sony BMG)

### Singoli ed Ep
- 2000 - Stai contento/Contatti (Mondadori/Tutto Musica)
- 2001 - Contatti - Radio Promo (Mescal)
- 2001 - Amore a corrente alternata (Mescal/Sony BMG)
- 2004 - Ulteriormente (Mescal/Sony BMG)
- 2012 - Il Cielo Oggi (NoveLune)
- 2012 - In fondo al cuore EP (NoveLune)
- 2014 - Non Perde chi perde (MeatBeat)
- 2015 - Io non sopporto le canzoni tristi (MeatBeat)

## Videografia
- Contatti (2000)
- Esterno (regia di Fabrizio Falcomatà, 2006)
- Il Cielo Oggi (regia di Alessandro Stevanon, 2012)
- Io non sopporto le canzoni tristi (regia di Christian Tosi, 2014)
- Non perde chi perde (regia di Christian Tosi, 2015)

## Formazioni live

### Flan
- Francesco-C - voce (1999-2001)
- François "Axis" Peaquin - basso (1999-2001)
- Rudy Guido - percussioni (1999-2001)
- Michele Peloso - percussioni (2000-2001)

### Standard
- Francesco-C - voce (2002-2004)
- Patrick Faccini - chitarra (2002-2004)
- François "Axis" Peaquin - basso (2002-2004)
- Michele Peloso - percussioni (2002-2004)

### Ulteriormente
- Francesco-C - voce (2005-2012)
- Loris Massera - chitarra (2005-2009)
- Patrick Faccini - basso (2004-2008)
- Luca Moccia - basso (2008-2009)
- Laurent "Lollo" Domaine - batteria (2004-2008)
- Simone Gallo - batteria (2009)

### In fondo al cuore
- Francesco-C - voce, chitarra (2011-2012)
- Federico Malandrino - chitarra, tastiere (2011-2012)

### Io non sopporto le canzoni tristi / Non perde chi perde
- Francesco-C - voce (2013-2017)
- Matteo "Mossetta" Mossoni - chitarra (2013-2017)
- Luca Moccia - basso (2013-2017)
- Laurent "Lollo" Domaine - batteria (2013-2016)
- Adriano Redoglia - batteria (2017)